# (7201) Kuritariku
(7201) Kuritariku (1994 UF1) – planetoida z pasa głównego asteroid okrążająca Słońce w ciągu 3,61 lat w średniej odległości 2,35 j.a. Odkryta 25 października 1994 roku.